# Minimal Techno
Als Minimal Techno bezeichnet man eine Stilrichtung des Techno, die sich durch minimalistische Arrangements auszeichnet. Er ist im Wesentlichen eine Variante des traditionellen Detroit Technos. Als Urvater gilt der DJ und Produzent Robert Hood, dessen Album Minimal Nation (1994) viele Produzenten beeinflusste. Abseits des ursprünglichen Minimal Technos, der in den 1990er Jahren entstanden ist, hat sich Anfang des 21. Jahrhunderts eine Szene mit gleichem Namen etabliert, die jedoch musikalisch andere Wege einschlägt. Die Frage, welche Stücke nun dem „echten alten“ oder dem „neuen“ Minimal Techno zuzuordnen sind, ist Teil einer allgemeinen Kontroverse innerhalb der Technoszene.

## Beschreibung
Meist entstehen Minimal-Techno-Tracks auf Grundlage eines „Four to the Floor“-Beats im 4/4-Takt, der manchmal ausschließlich aus einer Bassdrum auf den schweren Zählzeiten und einer geschlossenen Hihat auf den Backbeats besteht. Als Drumcomputer wurden zu Beginn der Minimal-Techno-Bewegung traditionell die Roland TR-808 und TR-909 eingesetzt, deren Sounds auch in heutigen Tracks oft noch verwendet werden. Es wird mit einzelnen Klängen, Klangvariationen und Unregelmäßigkeiten in der sonst absichtlich monotonen Struktur der Stücke umgegangen. Vor allem die bleibenden, sich durchgehend wiederholenden Sounds unterliegen oft einem besonderen Sounddesign, das sie als Einzelereignisse soweit charakterisiert, dass sie zum einen gut memorierbar sind und zum anderen auffällig erscheinen. In vielen Fällen bestechen diese Sounds durch ihre Originalität. Mögliche Stilmittel sind der subtile Einsatz von Filtern zur Klangvariationen bei gleichbleibendem Thema oder Motiv, Erweiterung und Reduktion in Form von Addition und Subtraktion von Stimmen, oft mithilfe von Fades. Manchmal werden zwar überraschende Effekte oder fragmentierte Melodien eingestreut, grundsätzlich ist Minimal Techno jedoch rhythmus- und soundorientiert und nicht unbedingt auf Tonalität ausgelegt.
Durch das gleichbleibende Tempo und die starke Monotonie (das repetitive Grundschema) kann diese Musik sehr hypnotisch wirken und wird sowohl auf der Tanzfläche als auch im Chill-Out-Floor gespielt.
Eng verwandt mit dem Minimal Techno ist der Minimal House (auch „Microhouse“ genannt). Unterschiede liegen in einer tendenziell etwas geringeren Geschwindigkeit des Minimal House (traditionell 120 – 125 BPM) und seiner oft angedeuteten Verbindung zum Funk und Soul, zuweilen auch dem Gospel. Minimal House ist damit afrozentrischer als Minimal Techno. Das Gesamtklangbild ist beim Minimal Techno im Vergleich zum Minimal House wesentlich kühler.

## Geschichte

### Der Ursprung
Nach verschiedenen Werken von Basic Channel (Moritz von Oswald und Mark Ernestus) und anderen, die bereits minimalistische Strukturen aufwiesen, gilt Robert Hoods 1994 erschienenes Album Minimal Nation als eigentlicher Ursprung der Minimal-Techno-Entwicklung.
1995 veröffentlichte der Brite Gerrard Varley unter seinem Pseudonym G-Man eine E.P. mit dem Stück Quo Vadis, das heute als Meilenstein des Genres gilt und 1999, sowie 2007 im Zuge der neuen Minimal-Bewegung, neu aufgelegt wurde. Auch Daniel Bell (alias DBX) ist dem ursprünglichen Minimal Techno zuzurechnen.

### Neue Szene
Nachdem das Genre eher die Form einer Randerscheinung innerhalb der boomenden Techno-Szene hatte, gewann es Anfang des 21. Jahrhunderts durch junge Interpreten zunehmend an Bedeutung und entwickelte sich in Mitteleuropa zu einer verbreiteten Club-Musik mit einer breiten Palette an Plattenlabels wie beispielsweise Kompakt, Poker Flat Recordings, M_nus, Perlon oder Freude am Tanzen. Die Minimal-Techno-Szene der Stadt Köln, für die vor allem Wolfgang Voigts Label Kompakt steht, wurde auch international bekannt (teilweise wurde dafür der Begriff Sound of Cologne oder Kölner Schule verwendet).
Populäre Interpreten des Minimal Techno im deutschsprachigen Raum sind bzw. waren Wolfgang Voigt (alias Mike Ink), Steve Bug, Extrawelt, Stephan Bodzin, Oliver Huntemann, Antonelli Electr., Dominik Eulberg, Matthias Tanzmann, Sascha Funke, Marek Hemmann, Mathias Kaden, Dapayk, Kotai + Mo sowie Boris Brejcha. Aus anderen Ländern sind Richie Hawtin, Troy Pierce, John Tejada, Magda, Pan Sonic und Ricardo Villalobos besonders bekannt.

## Kritik
Ein häufiger Kritikpunkt ist die zeitweise inflationäre Verwendung des Begriffes Minimal für fast jedes Stück im 4/4-Takt mit etwa 128 – 130 Beats per minute, unwichtig, ob das Arrangement der Nummer der ursprünglichen Wortbedeutung im Sinne Robert Hoods und anderer gerecht wird, sie also wirklich minimalistisch genannt werden kann oder nicht. Kritische Stimmen äußern, dass Minimal über die Jahre zu einem modischen Adjektiv in der Elektronikszene wurde und sich von traditionellen Auffassungen zu weit entfernt habe. Vieles der heute als Minimal Techno bezeichneten Musik sei anderen Genres elektronischer Tanzmusik im Grunde näher als dem ursprünglichen Techno.